# 인포커스
인포커스 코퍼레이션(영어: InFocus Corporation)은 오리건주에 본사를 둔 사기업으로, 미국의 회사이다. 1986년에 설립되었으며, DLP 및 LCD 프로젝터 및 액세서리뿐만 아니라 대형 터치 디스플레이, 소프트웨어, LED 텔레비전, 태블릿 및 스마트폰을 개발, 제조 및 유통한다. 인포커스는 화상 통화 서비스도 제공한다. 이전에는 나스닥에 상장된 상장 기업이었으나, 2009년 존 호이 소유의 이미지 홀딩스 코퍼레이션에 인수되어 현재는 타이거드에 본사를 둔 완전 소유 자회사이다.

## 역사
인포커스는 1986년 스티브 힉스와 폴 걸릭이 설립했다. 이 회사는 플래나 시스템즈와 클래리티 비주얼 시스템즈와 함께 이전에 텍트로닉스에서 일했던 사람들이 시작한 컴퓨터 디스플레이 산업의 세 회사 중 하나이다. 회사는 2002년 오리건주 윌슨빌의 새 본사 건물로 이전했다. 당시 회사는 1,200명의 직원을 고용했다.
2005년 중반 인포커스는 대학에 디지털 미디어 및 얇은 화면 텔레비전 광고를 제공하는 TUN(The University Network)을 인수했으며, 2006년 말에 Submedia LLC에 매각했다. 이 회사는 나중에 나스닥 거래소에서 INFS로 상장 회사가 되었다. 2009년 5월 28일, 인포커스는 이미지 홀딩스 코퍼레이션과 존 호이에 의해 3,900만 달러 규모의 거래로 비공개 회사로 전환되었다. 2009년 10월, 그들은 이전 본사가 훨씬 작아진 새 회사에게 너무 커서 2009년 12월에 타이거드로 이전할 계획을 발표했다. 이전 당시 회사는 110명의 직원으로 줄었으며, 본사에는 절반 이상이 있었다. 2012년 현재 회사는 90명의 직원과 약 1억 5천만 달러의 매출로 더욱 줄었다. 2014년 현재 회사는 120명의 직원을 고용하고 있으며 오리건주의 25대 주요 기술 기업 중 하나이다. 2015년 9월, 인포커스는 오랜 이사회 멤버인 마크 하우슬리를 CEO로 임명했다.
2015년 10월, 인포커스는 비디오 월 및 협업 시스템을 개발한 헤이워드 (캘리포니아주)에 본사를 둔 주피터 시스템즈를 인수했다.

## 제품

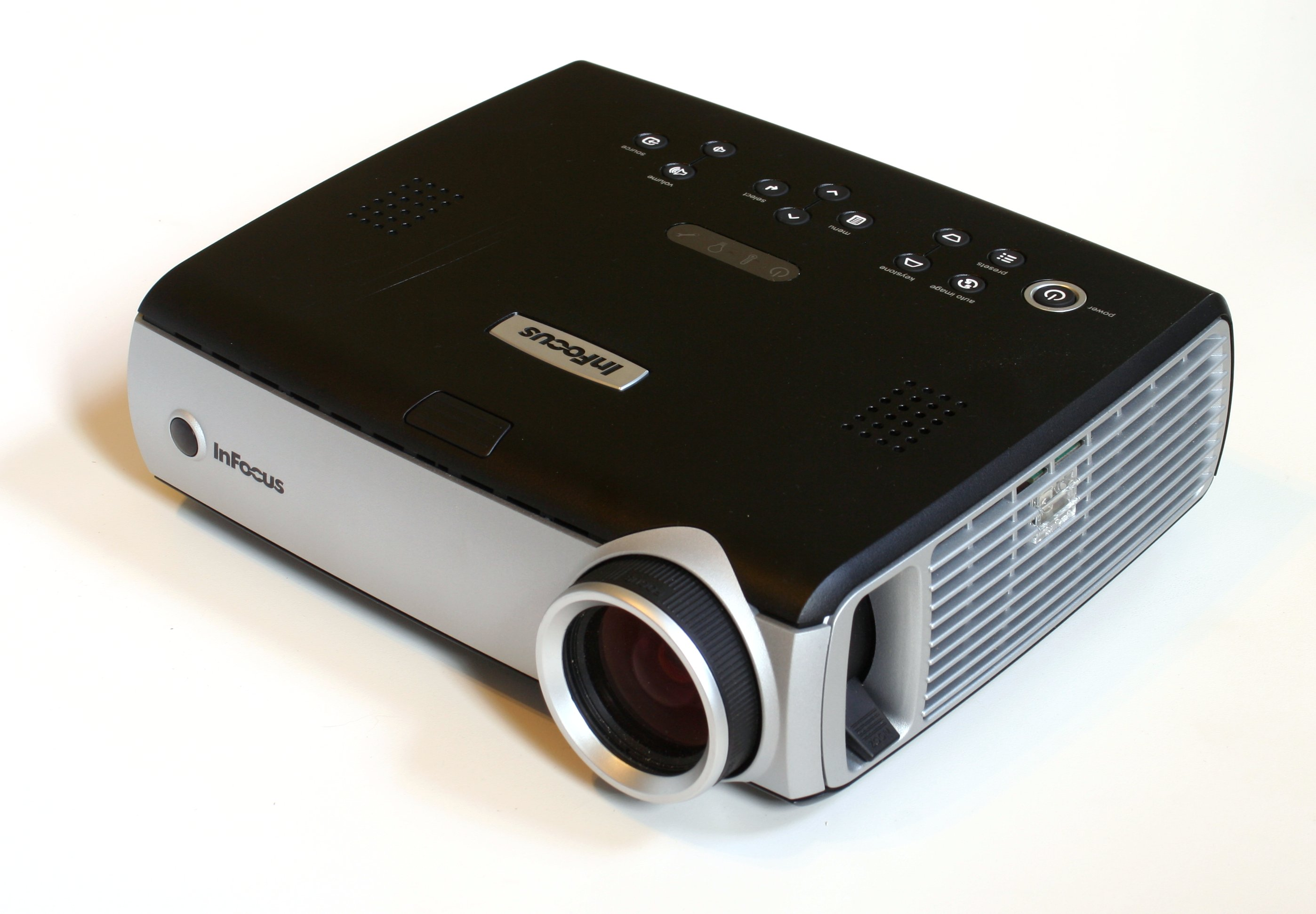
인포커스 프로젝터

인포커스는 비즈니스 사용자, 교육자, 정부 기관, ProAV 고객, 모바일 전문가 및 홈 시어터 애호가를 위한 DLP 및 LCD 프로젝터 및 LCD 평면 패널 터치스크린을 생산한다. 한 터치스크린 제품은 비즈니스 및 교육 고객을 대상으로 하는 몬도패드이다. 몬도패드는 프레젠테이션, 화이트보드 및 화상 회의용 소프트웨어가 포함된 대형 고화질 터치스크린 PC이다. 다른 제품으로는 다음과 같다: 빅터치 대형 터치 PC, 제이터치 대형 터치 디스플레이, MVP100 영상 전화, 큐 태블릿, 및 수많은 액세서리와 주변기기가 있다. 이 회사는 디지털 주석 및 화상 통화용 소프트웨어도 생산한다.
이 회사는 121 영상 통화 및 ConX 영상 회의라는 이름으로 지점 간 및 다중 지점 영상 통화 서비스도 제공한다.
인포커스는 ASK 프로키시마 브랜드를 소유하고 운영하며, 과거에는 ASK, 프로키시마, 인포커스 스크린플레이라는 이름으로 제품을 판매했다.

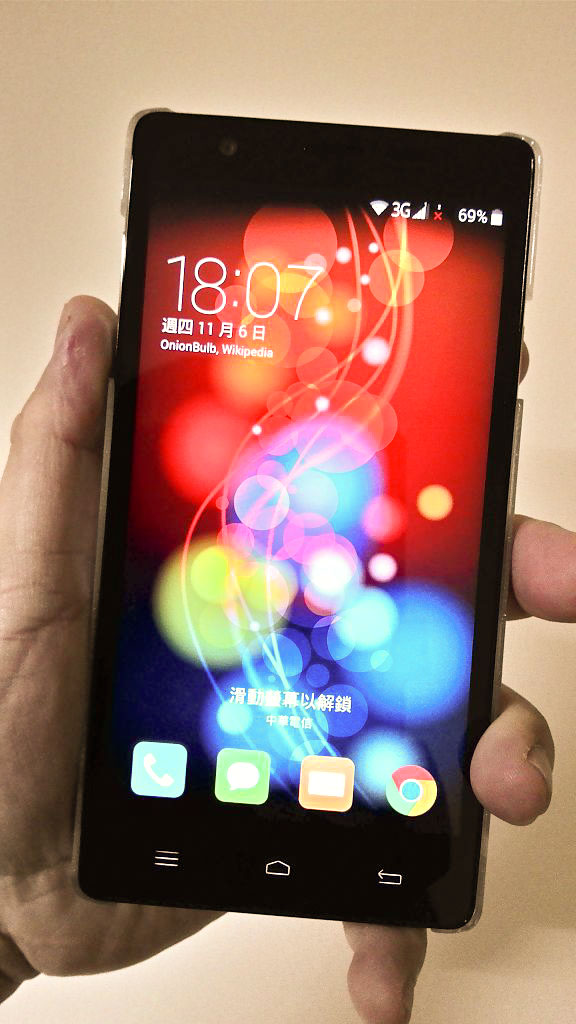
인포커스 스마트폰

2013년, 인포커스는 FIH 모바일(富智康) 및 폭스콘(鴻海精密)과 협력하여 중국, 대만, 인도 및 기타 동아시아 시장에서 저렴한 고사양 스마트폰, 태블릿 및 LED 텔레비전을 제공하기 시작했다. 회사는 2015년 7월 뉴델리에서 열린 기자 회견에서 인도 시장에 공식 진출한다고 발표했으며, 이어서 주요 중동, 북아프리카 및 남아시아 신흥 시장으로 확장했다. 현재 인포커스 스마트폰 라인업에는 메탈릭 유니바디 M812 및 M808 모델, 3D 이미지 캡처 및 맨눈 3D 디스플레이 기술을 갖춘 인포커스 M550-3D, 그리고 보급형 M370이 포함된다. 2016년 인포커스는 인도에서 여러 보급형 스마트폰, 태블릿 및 보급형에서 고급형 LED 텔레비전을 출시했다.
2017년 6월, 인포커스는 인도에서 터보5 및 스냅 4 스마트폰을 출시했다. 수년에 걸쳐 이 회사는 인도 전역에 409개의 서비스/전자 폐기물 관리 센터를 구축했다.
2018년, 인포커스는 5.7인치 풀 스크린 디스플레이와 AL/근접 센서가 탑재된 비전 3 시리즈를 출시했다.

## 같이 보기
- 인포커스 에픽 1, 인포커스에서 판매하는 스마트폰
- 인포커스 M810, 인포커스에서 판매하는 스마트폰
- 오리건주 기반 회사 목록